# Puente de Arlanzón
El puente de Arlanzón se encuentra situado en Arlanzón (provincia de Burgos, España) y cruza el río Arlanzón. Fue construido durante el siglo XVII-XVIII integrando elementos de un anterior puente medieval. 

## Estilo
De estilo clasicista pero con el empaque Barroco integra magníficamente estructuras anteriores y, dada la distinta calidad de la piedra utilizada, destaca por su imagen polícroma en armonía con el paisaje. El tratamiento de la sillería parece avalar la intervención de maestros de obra procedentes de Trasmiera (Cantabria)

## Descripción
Dada la importancia del pueblo Arlanzón en las comunicaciones medievales y modernas, el puente integra en su fábrica estructuras que revelan una larga biografía destacando las góticas, renacentistas y la evolución hacia el barroco. El puente cruza el río Arlanzón en el pueblo del mismo nombre. Está precedido de un muro de encauzamiento aguas arriba. Puente de sillería con arcos rebajados y tajamares con balconcillo.
Tiene una longitud de 62 metros, 7 metros de anchura y 6,9 metros de altura. Sus cinco vanos rebajados alcanzan los 12 metros de luz y presentan bóvedas escarzanas y tímpanos y estribos de sillería. Posee imposta tangente a la boquilla. Los tajamares son semicilíndricos con sombrerete cónico y tienen semitajamares en las esquinas (aguas arriba y aguas abajo). El pretil es de sillería con albardilla. Los sillares del trasdós y los estribos están abujardados. El uso del nombre del puente de Arlanzón, es de origen público.